# Cyclozodion
Cyclozodion is een geslacht van kreeftachtigen uit de klasse van de Malacostraca (hogere kreeftachtigen).

## Soorten
- Cyclozodion angustum (A. Milne-Edwards, 1880)
- Cyclozodion tuberatum Williams & Child, 1989